# Whalsay
Whalsay est une île d'Écosse de l'archipel des Shetland. Elle a une superficie de 19,7 km2 et une population de 1 034 habitants. Son établissement principal est un petit port de pêche du nom de Symbister sur la côte sud-ouest, et où réside 80 % de la population.
Elle est aussi connue sous le nom de The Bonnie Isle et dispose d'un site néolithique Benie House.